# Heartbreaker (Natalia)
Heartbreaker is een single van de Vlaamse zangeres Natalia en is tevens de voorloper van haar vierde studioalbum Wise Girl, dat in april 2009 werd uitgebracht.
Heartbreaker werd (enkel) digitaal uitgebracht op 14 april 2009. De single werd enkel uitgebracht in België. Er werd ook een videoclip van de single opgenomen.

## Hitnotering
| "Heartbreaker" in de Vlaamse Ultratop 50 - binnen: 09-05-2009 | "Heartbreaker" in de Vlaamse Ultratop 50 - binnen: 09-05-2009 | "Heartbreaker" in de Vlaamse Ultratop 50 - binnen: 09-05-2009 |
| Week                                                          | 01                                                            |                                                               |
| ------------------------------------------------------------- | ------------------------------------------------------------- | ------------------------------------------------------------- |
| Nummer                                                        | 48                                                            | uit                                                           |